# Manfred Honeck

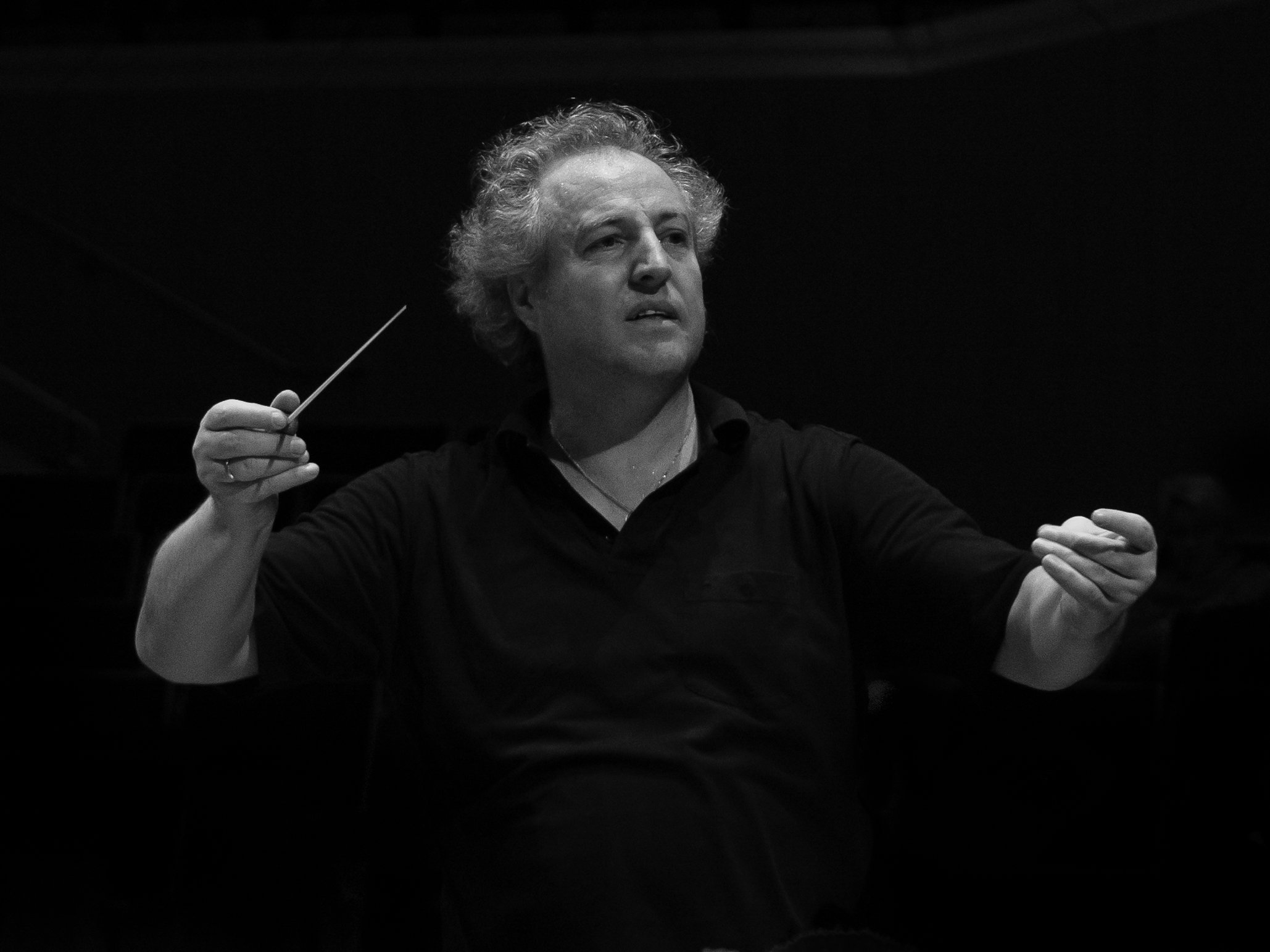
Manfred Honeck (2013)

Manfred Maria Honeck (* 17. September 1958 in Nenzing, Vorarlberg) ist ein österreichischer Bratschist und Dirigent. Seit 2008 ist er Musikdirektor des Pittsburgh Symphony Orchestra.

## Werdegang
Manfred Honeck wurde als Sohn des Postangestellten Otto Honeck (1906–1984) und seiner Frau Maria Frida, geb. Jenni (1923–1965), in der Marktgemeinde Nenzing in Vorarlberg geboren. Nach dem frühen Tod der Mutter zog Honecks Vater mit den musikalisch begabten Kindern nach Wien, wo ihnen bessere Ausbildungsmöglichkeiten zur Verfügung standen. Manfred Honeck studierte Violine und Viola an der Hochschule für Musik und darstellende Kunst Wien. Ab 1983 war er als Bratschist beim Wiener Staatsopernorchester, später bei den Wiener Philharmonikern tätig.
Seine Dirigentenlaufbahn begann Honeck 1987 als Assistent von Claudio Abbado beim Gustav Mahler Jugendorchester in Wien. Er war Leiter des Jeunesses-Musicales-Orchesters Wien. 1989 gab er mit der Operette Die Fledermaus von Johann Strauß sein Debüt an der Volksoper Wien. Von 1991 bis 1996 war er Erster Kapellmeister am Opernhaus Zürich und erhielt dort 1993 den Europäischen Dirigentenpreis. Zu weiteren frühen Stationen seiner Karriere zählen Leipzig, wo er von 1996 bis 1999 neben Fabio Luisi und Marcello Viotti einer der drei Hauptdirigenten des MDR Sinfonieorchesters war, und Oslo, wo er nicht nur 1997 für ein Jahr kurzfristig die musikalische Leitung der Norwegischen Nationaloper übernahm, sondern auch ab 1998 als Erster Gastdirigent des Philharmonischen Orchesters Oslo verpflichtet wurde.
Von 2000 bis 2006 war er Chefdirigent des Swedish Radio Symphony Orchestra Stockholm, von 2008 bis 2011 sowie erneut von 2013 bis 2016 war er Erster Gastdirigent der Tschechischen Philharmonie in Prag.
Von 2007 bis 2011 wirkte Honeck als Generalmusikdirektor der Staatsoper Stuttgart. Dort dirigierte er viele Premieren sowie zahlreiche Symphoniekonzerte mit dem Staatsorchester Stuttgart. Gastspiele im Bereich der Oper führten ihn an die Semperoper Dresden, an die Komische Oper Berlin, an die Königliche Oper in Kopenhagen, zum White Nights Festival nach St. Petersburg und zu den Salzburger Festspielen. Er ist seit über 20 Jahren Künstlerischer Leiter der Internationalen Wolfegger Konzerte.
Honeck ist seit der Saison 2008/09 Music Director beim Pittsburgh Symphony Orchestra. Sein Vertrag wurde im September 2021 bis zur Saison 2027/28 verlängert, Gastspiele führen ihn regelmäßig in Musikmetropolen sowie zu den großen Musikfestivals, darunter die BBC Proms, das Musikfest Berlin, das Lucerne Festival, das Rheingau Musik Festival, das Beethovenfest Bonn, das Grafenegg Festival, die Carnegie Hall und das Lincoln Center in New York. Eine enge Beziehung pflegen Honeck und sein Orchester zum Wiener Musikverein. Nach einer einwöchigen Residenz im Jahr 2012 folgten im Frühjahr 2016 drei weitere Konzerte im Rahmen einer Europa-Tournee. Im Sommer 2017 führte eine weitere Tournee zu Europas bedeutendsten Musikfestivals.
Seine Tätigkeit in Pittsburgh wird durch zahlreiche Einspielungen dokumentiert. Sämtliche der SACDs für Reference Recordings erhielten eine Vielzahl an hervorragenden Rezensionen. Nach zwei Grammy-Nominierungen für Dvořáks Achte Symphonie und die von Honeck selbst konzipierte Symphonische Suite aus Jenůfa von Janáček sowie für Bruckners Symphonie Nr. 4 in den Jahren 2015 und 2016 wurde Schostakowitschs Symphonie Nr. 5 im Januar 2018 mit zwei Grammys als „Best Orchestral Performance“ und „Best Engineered Album, Classical“ ausgezeichnet. Die im Herbst 2018 erschienene Einspielung mit Beethovens Eroica und R. Strauss’ Hornkonzert wurde ebenfalls für zwei Grammys in den bereits erwähnten Kategorien nominiert.
Als Gastdirigent stand Honeck am Pult aller führenden internationalen Orchester, darunter zum Beispiel die Staatskapelle Berlin, das Symphonieorchester des Bayerischen Rundfunks, die Berliner Philharmoniker, das Gewandhausorchester Leipzig, die Sächsische Staatskapelle Dresden, das Royal Concertgebouw Orchestra, das London Symphony Orchestra, die Wiener Philharmoniker sowie das Boston Symphony Orchestra, das San Francisco Symphony Orchestra oder das Los Angeles Philharmonic Orchestra. Er ist oft Gast beim Verbier Festival. In der Saison 2017/18 dirigiert er unter anderem das Shanghai Symphony Orchestra, das Orchestre de Paris, das Chicago Symphony Orchestra, das Israel Philharmonic, die Wiener Symphoniker, das New York Philharmonic, die Bamberger Symphoniker sowie die Accademia di Santa Cecilia. Am 11. November 2023 erhielt Manfred Honeck die Ernennung zum Ehrendirigenten der Bamberger Symphoniker.
Honeck wurde von mehreren US-amerikanischen Universitäten zum Ehrendoktor ernannt. Im Auftrag des österreichischen Bundespräsidenten wurde er 2016 mit dem Berufstitel „Professor“ gewürdigt. Die Fachjury der International Classical Music Awards (ICMA) zeichnete ihn 2018 als „Artist of the Year“ aus.

## Familie
Honeck hat acht Geschwister. Sein Bruder Rainer Honeck ist Konzertmeister der Wiener Philharmoniker. Manfred Honeck ist verheiratet und hat sechs Kinder.

## Ehrungen
- 1993 Europäischer Dirigentenpreis/Europäischer Kulturpreis Pro Europa
- 2004 Bestenliste 4-2004 des Preises der deutschen Schallplattenkritik
- 2006 Bestenliste 3-2006 des Preises der deutschen Schallplattenkritik
- 2009 Bestenliste 2-2009 des Preises der deutschen Schallplattenkritik
- 2009 ECHO Klassik (u. a. mit Frank Peter Zimmermann und dem Swedish Radio Symphony Orchestra) in der Kategorie „Konzerteinspielung des Jahres (20.–21. Jahrhundert/Violine)“ für Karol Szymanowski/Benjamin Britten, Violinkonzerte
- 2010 Ehrendoktor, St Vincent Colleges, Latrobe/Pennsylvania
- 2011 ECHO Klassik (mit dem Swedish Radio Symphony Orchestra) in der Kategorie „Die Welt – Ersteinspielung des Jahres“ für Jeanne d’Arc – Szenen aus dem Leben der Heiligen Johanna (Braunfels)
- 2012 International Classical Music Award (mit Sunhae Im und dem Pittsburgh Symphony Orchestra) in der Kategorie „Symphonic Music“ für Gustav Mahler: Symphony No. 4
- 2014 ECHO Klassik (mit Anne-Sophie Mutter und den Berliner Philharmonikern) in der Kategorie „Konzerteinspielung des Jahres“ für Dvorák
- 2014 Ehrendoktor, Carnegie Mellon University, Pittsburgh/Pennsylvania[36]
- 2014 Nominierung für den Grammy Award in der Kategorie „Best Orchestral Performance“ für Dvorák: Symphony No. 8; Janáček: Symphonic Suite From Jenůfa
- 2015 Nominierung für den Grammy Award in der Kategorie „Best Orchestral Performance“ für Bruckner: Symphony No. 4
- 2016 Ehrendoktor, The Catholic University of America, Washington, D.C.[37]
- 2016 Verleihung des österreichischen Berufstitels Professor[38]
- 2017 Grammy Award (mit dem Pittsburgh Symphony Orchestra) in der Kategorie „Best Orchestral Performance“ für Shostakovich: Symphony No. 5; Barber: Adagio[39]
- 2018 International Classical Music Award in der Kategorie „Artist of the Year“[40]
- 2018 Grammy-Nominierung für den Grammy Award in der Kategorie „Best Orchestral Performance“ für Beethoven: Symphony No. 3/Strauss Horn Concerto[41]

## Diskographie (Auswahl)
- 2018 Pittsburgh Symphony Orchestra – Beethoven: Symphony No. 3, Strauss: Horn Concerto (William Caballero) (SACD, Hybrid, Multichannel, Album), Reference Recordings. Grammy-Nominierung 2018 "Best Orchestral Performance" und "Best Engineered Album, Classical"
- 2017 Pittsburgh Symphony Orchestra – Shostakovich: Symphony No. 5, Barber: Adagio (SACD, Hybrid, Multichannel, Album), Reference Recordings, FR 724SACD. Grammy Award 2018 "Best Orchestral Performance" and "Best Engineered Album, Classical"
- 2017 Czech Philharmonic Orchestra, Prague Philharmonic Choir, L. Crow, A. Staples, D. Welton, J. Martinik, S. Callow – B. Martinu: The Epic of Gilgamesh, Supraphon.
- 2017 Wiener Symphoniker – Frühling in Wien, Werke von Ziehrer, Suppe, Beethoven, Schönherr, R. und E. Strauß, Symphonia (distr. by Sony) 5683485.
- 2016 Pittsburgh Symphony Orchestra – Tschaikowsky: Symphony No. 6, Dvořák: Rusalka Fantasy (arr. Honeck/Ille) (SACD, Hybrid, Multichannel), Reference Recordings, FR-720SACD.
- 2016 Pittsburgh Symphony Orchestra – R. Strauss: Elektra (arr. Honeck/Ille) – Rosenkavalier (SACD, Hybrid, Multichannel), Reference Recordings, FR-722SACD.
- 2015 Pittsburgh Symphony Orchestra – Beethoven: Symphony No. 5 / Symphony No. 7 (SACD, Hybrid, Multichannel), Reference Recordings, FR-718SACD.
- 2015 Pittsburgh Symphony Orchestra – Bruckner: Symphony No. 4 (SACD, Hybrid, Multichannel), Reference Recordings, FR-713SACD. Grammy Nominated.
- 2014 Pittsburgh Symphony Orchestra – Dvořák: Symphony No. 8, Janáček: Symphonic Suite From Jenůfa (Arr. Honeck/Ille) (SACD, Hybrid, Multichannel), Reference Recordings, FR-710SACD. Grammy Nominated.
- 2013 Pittsburgh Symphony Orchestra – R. Strauss: Don Juan / Death And Transfiguration / Till Eulenspiegel's Merry Pranks (SACD, Hybrid, Multichannel), Reference Recordings, FR-707SACD.
- 2013 Anne-Sophie Mutter, Berliner Philharmoniker – Dvořák: Violin Concerto (CD, Album + DVD-V), Deutsche Grammophon, 479 1984, 00289 479 1984.
- 2011 Pittsburgh Symphony Orchestra – Mahler: Symphony No. 5 (SACD, Hybrid, Multichannel), Exton, OVCL-00460.
- 2011 Pittsburgh Symphony Orchestra, Michelle DeYoung, The Mendelssohn Choir Of Pittsburgh, Children’s Festival Chorus Of Pittsburgh – Mahler: Symphony No.3 (2xSACD, Hybrid, Album), Exton, OVCL-00450.
- 2010 Pittsburgh Symphony Orchestra, Michael Rusinek – R. Strauss: Ein Heldenleben (SACD, Hybrid, Multichannel), Exton, OVCL-0338.
- 2010 Pittsburgh Symphony Orchestra, Sunhae Im, Mahler: Symphony No. 4 (SACD, Hybrid), Exton, EXCL-00048.
- 2010 Staatsorchester, Staatsopernchor und Collegium Iuvenum Stuttgart, S. Schneider, G. Romberger, M. Klink – W. Braunfels: Große Messe, op. 37, Decca.
- 2009 Frank Peter Zimmermann, Swedish Radio Symphony Orchestra – Britten: Violin Concerto (CD, Album), Sony, 88697439992.
- 2009 Pittsburgh Symphony Orchestra – Mahler: Symphony No. 1 "Titan" (CD), Exton, EXCL-00026.
- 2006 Wiener Philharmoniker, Martinez, Koch, Mathey, Degout, Donath, Aleen – Mozart: Così fan tutte (Salzburger Festspiele), Decca.
- 2006 Swedish Radio Symphony Orchestra, Swedish Radio Choir, Eric Ericson Chamber Choir* – Allan Pettersson: Symphony No 12 "De Döda På Torget" (CD, Album), cpo, 777146-2.
- 2001 Swedish Radio Symphony Orchestra, Eric Ericson Chamber Choir, Banse, Missenhardt, Stenswold – W. Braunfels: Jeanne d’Arc – Szenen aus dem Leben der Heiligen Johanna, Decca.
- 2000 Matthias Goerne, Swedish Radio Symphony Orchestra – Arias, Decca.

Quellen: